# رويضة السهول (ثادق)
رويضة السهول، هي قرية من فئة (ب) تقع في محافظة ثادق، والتابعة لمنطقة الرياض في السعودية. وتبعد رويضة السهول عن محافظة ثادق بمسافة تقارب () كم.